# Habitatge al carrer Iscle Soler, 30 (Terrassa)
L'Habitatge al carrer Iscle Soler, 30 és un edifici del centre de Terrassa que forma part de l'Inventari del Patrimoni Arquitectònic de Catalunya. La construcció de l'edifici, obra de l'arquitecte Joan Baca i Reixach, data de l'any 1934.

## Descripció

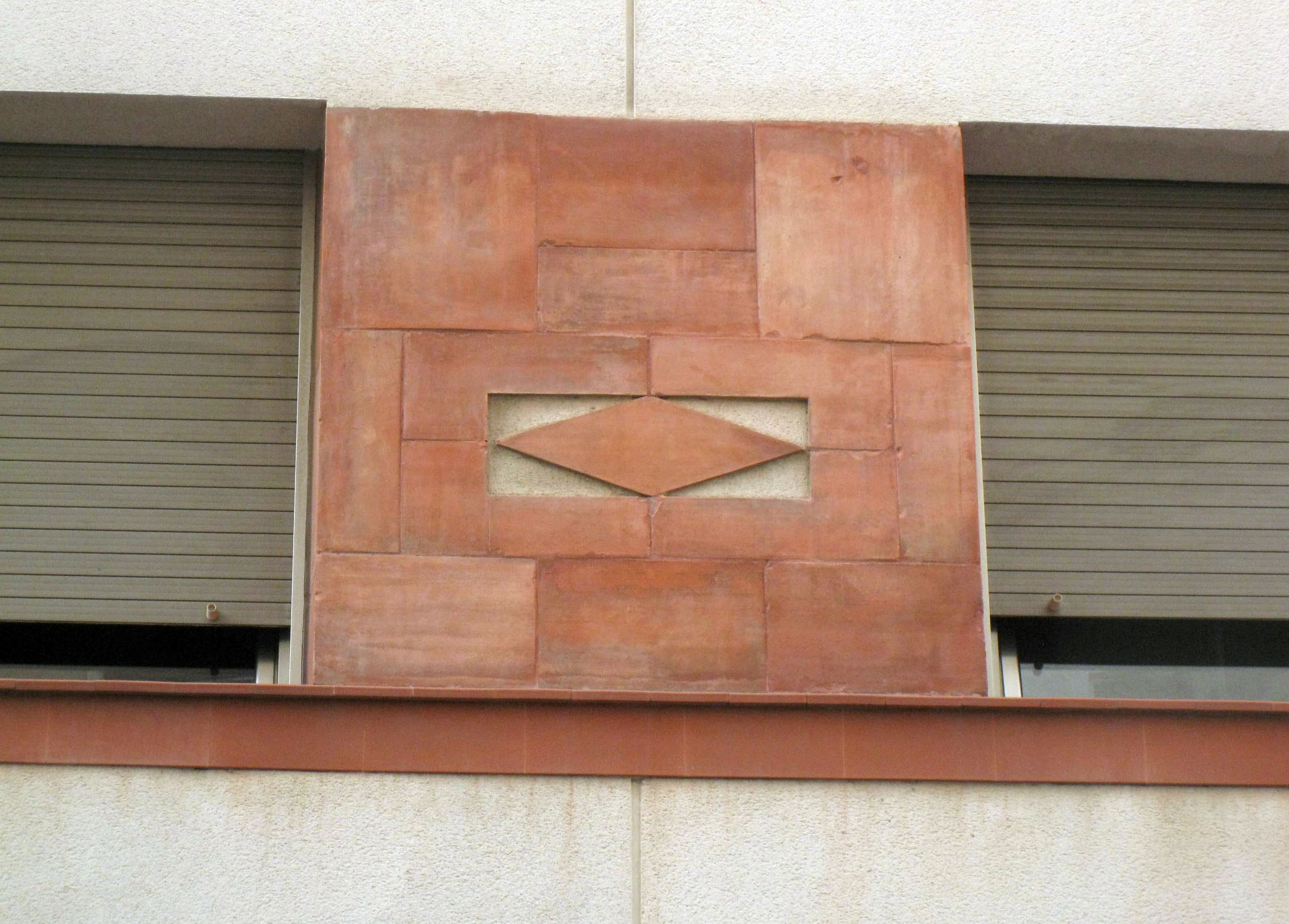
Detall de la decoració de terra cuita a la façana del carrer d'Iscle Soler

És un edifici d'habitatges situat a la cantonada entre el carrer d'Iscle Soler i la rambla d'Ègara. Inicialment constava de planta baixa, dos pisos i terrat, ja que ha estat modificat, especialment la planta baixa, i sobrealçat amb un pis més. Cal destacar-hi l'ús de paraments llisos, amb un llenguatge de transició del noucentisme al racionalisme. La façana principal és arrodonida a la cantonada, amb obertures en general rectangulars. Té un sòcol de pedra artificial, murs arrebossats i decoració de terra cuita als brancals i als ampits de les obertures.